# Exodus: Warum wir Einwanderung neu regeln müssen
Exodus: Warum wir Einwanderung neu regeln müssen (englisch: Exodus: How Migration is Changing Our World) ist ein 2014 erschienenes Buch des britischen Ökonomen Paul Collier  (die britische Originalausgabe erschien 2013 unter dem Titel Exodus: Immigration and Multiculturalism in the 21st Century).
Es behandelt die wirtschaftlichen und sozialen Folgen von Migration.

## Inhalt
Das Buch ist in einen Prolog und fünf Teile gegliedert. Im Prolog erzählt Collier von seinem Großvater Karl Hellenschmidt, der aus Ernsbach nach Bradford auswanderte, und seinem Vater Karl Hellenschmidt jr., der seinen Namen in Charles Collier änderte.
Im ersten Teil wird das Migrationstabu erläutert und aufgezeigt, warum die Migration zunimmt. Die drei folgenden Teile beleuchten die Migration aus der Sicht der Aufnahmegesellschaften, der Migranten selbst und aus der Sicht der Herkunftsländer. Der letzte Teil enthält eine Diskussion der Begriffe Nation und Nationalismus und stellt Vorschläge für eine bessere Einwanderungspolitik bereit.

### „Die Fragen und der Prozess“

#### „Das Migrationstabu“
Collier sieht die Migration armer Menschen in reiche Länder als „ein mit vergifteten Assoziationen überladenes Problem.“ (S. 17) Er beleuchtet die großen Unterschiede in der Migrationspolitik der reichen Länder, die zwischen fast völliger Abschottung und einem Ausländeranteil von 95 % schwanken und die sich bei der Auswahl der Einwanderer und bei den Rechten und Pflichten für Einwanderer stark unterscheiden. Collier vermutet, dass diese Unterschiede nicht auf unterschiedliche Gegebenheiten, sondern auf emotionale Reaktionen und Unwissenheit zurückzuführen sind.
Weiter beschreibt er, wie Werte das Denken beeinflussen und welchen Zweck Tabus haben. In seinem Buch will er den Leser über dessen „werteorientierte, vorschnelle Urteile hinausführen.“ (S. 20)
Für Collier ist es wichtig, zwischen der moralischen Pflicht, den Armen zu helfen, und der freien Bewegung zwischen den Ländern zu unterscheiden.
Er erläutert, woher die Abscheu vor dem Nationalismus stammt und geht auf dessen Gefahren ein. Für ihn hat ein starkes Nationalgefühl große Vorteile, wie die Stärkung der Fähigkeit zur Kooperation und der Erleichterung der Umverteilung von Reich zu Arm. Aus seiner Sicht ist es „nicht mehr nötig, die nationale Identität abzulegen, um sich gegen das Übel des Nationalismus zu schützen.“ (S. 25)
Collier stellt klar, dass sich jeder Widerstand gegen die Einwanderung in gefährlicher Nähe zum Rassismus befindet, ist aber überzeugt davon, „dass eine Trennung der Begriffe Rasse, Armut und Kultur heutzutage möglich ist.“ (S. 27)

#### „Warum die Migration zunimmt“
Collier beschreibt die großen Einkommensunterschiede zwischen den reichen und armen Ländern und erläutert, weshalb die Einkommenskluft selbst bei höheren Wachstumsraten in den Entwicklungsländern noch jahrzehntelang bestehen bleiben wird.
Er erklärt, worin Wissenschaftler bisher die Ursachen für die großen Einkommensunterschiede sahen, und stellt dann seine eigenen Ansichten dar.
Dafür definiert er das Sozialmodell eines Landes als Kombination aus:
- den politischen und ökonomischen Institutionen
- den Narrativen, die in der Gesellschaft vorherrschen
- den sozialen Normen, z. B. zu Gewalt und Korruption
- den staatlichen und privaten Organisationen.

Seiner Ansicht nach haben alle entwickelten Länder gut funktionierende Sozialmodelle, auch wenn sich diese teilweise stark unterscheiden. Laut Collier fliehen Migranten meist aus Ländern mit dysfunktionalen Sozialmodellen. Er sieht die Gefahr, dass die Migranten die schlecht funktionierenden Sozialmodelle ihrer Herkunftsländer mit in die Einwanderungsländer übernehmen und schätzt deshalb den Multikulturalismus kritisch ein.

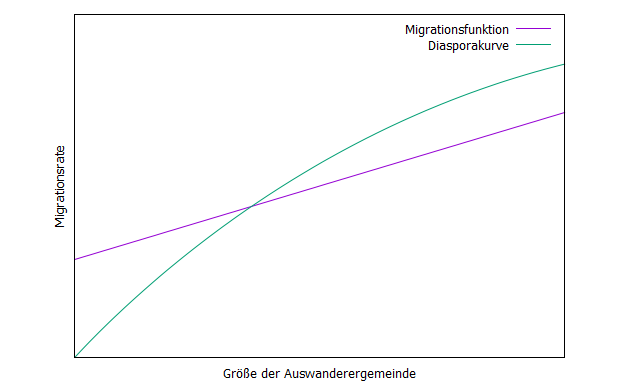
Migrationsfunktion und Diasporakurve mit stabilem Gleichgewicht

Als drei wichtige Antriebskräfte der Migration nennt er:
- die Einkommenskluft zu den reichen Ländern,
- das Einkommensniveau in den Herkunftsländern, da die Migration mit Kosten verbunden ist, die nicht jeder aufbringen kann und
- die Größe der Einwanderergemeinde in den Aufnahmeländern, da eine größere Gemeinde die Migrationskosten senkt.

Collier definiert als Absorptionsrate den Anteil einer Einwanderergemeinde, der jährlich aus ihr ausscheidet, indem sie in der Aufnahmegesellschaft aufgeht. Er stellt fest, dass die Absorptionsrate geringer ist, je größer die Einwanderergemeinde ist, da dann die Interaktionen mit den Einheimischen abnehmen.
Zur Verdeutlichung der Zusammenhänge zwischen der Migrationsrate und der Größe der Auslandsgemeinde führt Collier ein Modell ein, bei dem ausschließlich Migrationsrate und Größe der Auslandsgemeinde veränderlich sind, alle anderen Faktoren werden als konstant angenommen. Das dazugehörige Diagramm wird im Buch immer wieder verwendet.
Die Migrationsfunktion gibt den Sachverhalt wieder, dass die Migration leichter wird, je größer die Auslandsgemeinde ist (da dann die neuen Migranten von Mitgliedern der Auslandsgemeinde unterstützt werden können).

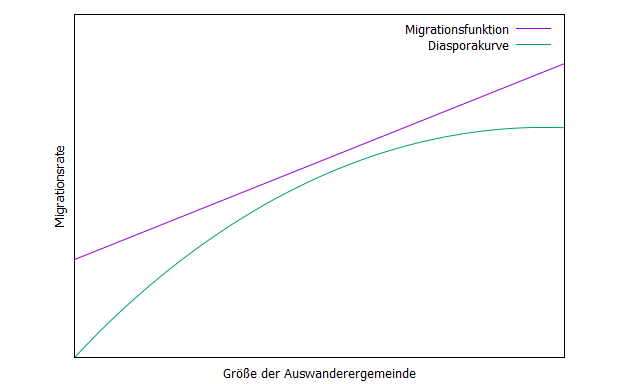
Migrationsfunktion und Diasporakurve ohne Gleichgewicht

Die Diasporakurve stellt die Kombinationen von Migrationsrate und Größe der Auslandsgemeinde dar, bei der sich die Größe der Auslandsgemeinde nicht ändert. Jeder Punkt der Gerade stellt also einen Zustand dar, bei dem die Zugänge zur Auslandsgemeinde durch neue Migranten und die Abgänge durch Migranten, die in der Aufnahmegesellschaft aufgehen gleich sind.
Der Schnittpunkt stellt ein stabiles Gleichgewicht dar. Die Größe der Auslandsgemeinde wird diesen Punkt anstreben.
Die folgende Grafik stellt den Fall dar, in dem sich Migrationsfunktion und Diasporakurve nicht schneiden und sich somit kein stabiles Gleichgewicht zwischen Zuwanderung und Absorption einstellen wird. Die Migration würde in einem solchen Fall weiter zunehmen.
Aus seinen Überlegungen zur Einkommenskluft und zur Vergrößerung der Migrationsrate zieht Collier den Schluss, dass die Migration weiter zunehmen wird, was er auch mit realen Daten belegen kann. Er schreibt: „Wir erleben den Beginn eines Ungleichgewichts von enormem Ausmaß“ (S. 57).

### „Die Aufnahmegesellschaften - Begrüßung oder Abwehr?“
Dieser Teil beschäftigt sich mit den Folgen künftiger Migration auf die Bevölkerung der Aufnahmegesellschaften.

#### „Die sozialen Folgen“
Collier legt dar, wie wichtig das gegenseitige Vertrauen für die Kooperation (Bereitstellung öffentlicher Güter, soziale Transferleistungen) in einer Gesellschaft ist. Er benennt Untersuchungen, die das unterschiedliche Vertrauensniveau in Gesellschaften und das Mitbringen der Moralvorstellungen der Migranten aus ihren Gesellschaften belegen. Er schreibt: „Es gibt also, wie unbequem dies auch sein mag, erhebliche kulturelle Unterschiede, die wichtige Aspekte des sozialen Verhaltens prägen, und Migranten bringen ihre Kultur mit“ (S. 74). Dabei bezweifelt er, dass es bereits zu Einschränkungen der Kooperation in den Aufnahmegesellschaften gekommen ist, versucht aber „von heute zu beobachtenden Beziehungen auf die möglichen Folgen eines fortgesetzten Anstiegs der Einwanderung zu schließen“ (S. 75).
Collier erläutert, wie unterschiedlich Einwanderer und ihre Kinder die Normen der neuen Gesellschaft übernehmen und geht auf die relativ schnelle Absorption von Migranten in den USA und die relativ langsame Absorption türkischer Einwanderer in Deutschland ein. Er stellt die Ergebnisse des Sozialwissenschaftlers Robert Putnam vor, der den Zusammenhang Einwandereranteil und Vertrauensniveau in einer US-amerikanischen Stichprobe untersucht hat. Putnams Ergebnisse fasst er so zusammen: „Je größer der Einwandereranteil in einer Gemeinde, desto geringer das Vertrauen zwischen Einwanderern und Einheimischen“ (S. 80) und „auch innerhalb der Gruppen“ (S. 81). Er betont nochmals: „Es geht nicht darum, die bisherige Migration zu verteufeln, sondern darum, die potentiellen Risiken einer weiteren deutlichen Vergrößerung der Diversität zu erkennen“ (S. 82). Er sieht dabei Europa eher in Gefahr als die USA, da der kulturelle Abstand zwischen Europäern und der Mehrzahl der Einwanderer nach Europa größer sei.
Weiter betrachtet Collier die Bereitschaft zur Umverteilung und sieht auch sie durch höhere Migrationsraten bedroht. Dazu führt er Untersuchungen von Alberto Alesina und Edward Glaser an.
Als „ausgezeichnete objektive Methode zur Messung des kulturellen Abstands“ (S. 83) sieht Collier den Sprachenstammbaum und beruft sich dabei auf Untersuchungen von José García Montalvo und Marta Reynal-Querol.
Collier vergleicht die Migrationsraten unter dem Aspekt des kulturellen Abstands. Er geht davon aus, dass die Absorptionsrate tendenziell niedriger ist, wenn der Kulturabstand größer ist und kommt zu dem überraschenden Schluss, dass „die dauerhafte Migrationsrate umso größer sein wird, je größer der Kulturabstand zwischen Herkunfts- und Aufnahmeland ist“ (S. 98).
Collier geht auf die Begriffe Emigrant und Siedler ein und erläutert die Unterschiede. Er vergleicht die vier Möglichkeiten, die ein Migrant im Umgang mit der einheimischen Kultur hat unter ethischen und sozialen Aspekten:
- Assimilation und Vermischung sieht er positiv,
- Separatismus und Siedlertum negativ.

Collier erläutert weiter, wieso eine multikulturelle Politik einen negativen Einfluss auf die Integration der Migranten hat und beruft sich dabei unter anderem auf eine Arbeit von Ruud Koopmans. Er sieht die kulturelle Vielfalt aber nicht grundsätzlich negativ, sondern auch als Bereicherung.

#### „Die wirtschaftlichen Folgen“
Collier schreibt, dass sich nach den Grundlehren der Ökonomie die Einwanderung auf die reicheren Einheimischen positiv und auf die ärmeren negativ auswirken sollte. Er zitiert aber Studien, die belegen, dass die Löhne der meisten Einheimischen als Folge bisheriger Migration stiegen, im Niedriglohnsektor aber sanken. Collier befürchtet aber, dass bei weiterer Zunahme der Migration die Löhne der meisten Einheimischen sinken könnten.
Erheblicher als die Wirkung der Migration auf die Löhne ist für Collier die Wirkung auf die Wohnsituation. Besonders problematisch sieht er die Konkurrenz der Migranten und einheimischen Armen um Sozialwohnungen, „denn Migranten sind nicht nur arm, sie konzentrieren sich auch in wenigen armen Vierteln“ (S. 122). Er diskutiert die Frage, ob Einwanderer bei der Vergabe bevorzugt werden sollten oder nicht. Einen ähnlichen Konflikt sieht Collier in der Konkurrenz zwischen Einwandererkindern und leistungsschwachen einheimischen Kindern um besondere Zuwendung in der Schule.
Auch die Konkurrenz um privaten Wohnraum sieht Collier problematisch und erläutert die Auswirkungen der Migration nach Großbritannien auf die dortigen Immobilienpreise.
Collier erläutert das Für und Wider von Gruppenrechten.
Einen längeren Abschnitt widmet Collier den besonderen Eigenschaften der Einwanderer:
- Er setzt sich mit der Meinung auseinander, dass Einwanderer besonders innovativ seien, sieht es selber aber eher so, „dass die Erfahrung der Auswanderung die Menschen innovativ macht“ (S. 126).
- Er sieht es als „[...] Tatsache, dass Einwanderer tendenziell Erfolg haben“ (S. 126). Dies ist für ihn aber auch nicht ganz unproblematisch, wenn sich dadurch Einheimische als chancenlos begreifen oder die Konkurrenz um die besten Ausbildungsplätze zu stark wird.
- Das Vermögen der Einwanderer ist seiner Meinung nach meistens niedrig. Er betrachtet aber auch den Fall der Einwanderung besonders reicher Migranten.
- Als letzte besondere Eigenschaft behandelt er die Kriminalität der Einwanderer, wobei er anmerkt, dass Daten dazu „erstaunlich dürftig“ (S. 130) sind. Er vergleicht den Anteil der Ausländer in den Haftanstalten mit dem Anteil der Ausländer an der Bevölkerung und stellt fest, dass Ausländer in Gefängnissen in Europa überrepräsentiert und in den USA unterrepräsentiert sind. Es erläutert die möglichen Gründe dafür.

Collier setzt sich mit dem Argument auseinander, dass Einwanderer zum Ausgleich der Alterung der Gesellschaft gebraucht werden. Für ihn ist die Idee „nicht nachhaltig“ (S. 133). Er findet es besser, das Renteneintrittsalter an die längere Lebenserwartung anzupassen.
Auch ist er davon überzeugt, dass die Einwanderer den Abhängigkeitsquotienten nicht verringern, da Migranten überdurchschnittlich viele Kinder bekommen und auch Verwandte nachholen. Er stützt sich dabei auf Daten aus Großbritannien und auf Arbeiten von Torben Andersen.
Auch das Argument, dass Migranten aufgrund eines Fachkräftemangels gebraucht werden, sieht er kritisch. Insbesondere sieht er die Ausbildung der einheimischen Arbeitskräfte gefährdet, weil die Unternehmen weniger dafür investieren müssten, wenn sie auf ausgebildete Migranten zurückgreifen können.
Collier erörtert die Frage, ob Einwanderung zur Auswanderung Einheimischer führen kann und bejaht diese. Er vermutet, dass die vermehrte Einwanderung in Boomjahren und die nicht in gleichem Maße erfolgende Rückkehr in Rezessionsjahren zu einem solchen Effekt führen kann.
Collier erläutert den Begriff des Gastarbeiters und beschreibt die Situation in Dubai. Er erörtert den Vorschlag des Ökonomen Alan Winters, massive Gastarbeiterprogramme zu fördern, hält dies selber aber für unethisch.

#### „Die falsche Einwanderungspolitik“
Collier fasst seine bisherigen Gedanken zusammen und überlegt, wie man abschätzen kann, was schwerer wiegt: die ökonomisch eher günstigen Folgen und die größere kulturelle Vielfalt oder die Nachteile durch die Übernahmen dysfunktionaler Sozialmodelle und die Schwächung der gegenseitigen Rücksichtnahme.
Als eine Möglichkeit sieht er die Glücksforschung. Er fasst eine Studie Robert Putnams so zusammen: „Bei ansonsten gleichbleibenden Bedingungen war die einheimische Bevölkerung umso weniger glücklich, je größer die Konzentration von Einwanderern in einer Gemeinde war.“ (S. 148), merkt aber an: „Man sollte aus einer einzigen Studie jedoch nicht zuviel herauslesen“ (S. 148).
Collier versucht zu prognostizieren, wie sich die Migration und die Politik in einem bestimmten Szenario entwickeln werden. Dabei geht er davon aus, dass die handelnde Regierung die Migration lediglich über die Festlegung von Migrationsobergrenzen steuern will:
- In der ersten Phase nimmt die Migration zu, ohne ein stabiles Gleichgewicht zu erreichen. Irgendwann wird die zunehmende Migration zu einem politischen Thema und die Regierung beschließt eine Obergrenze für die Migrationsrate.
- In der zweiten Phase wächst die Auslandsgemeinde trotz der Migrationsobergrenze weiter, ohne (in diesem Szenario) ein Gleichgewicht zu erreichen. Die Regierung wird die Obergrenze weiter absenken.
- In der dritten Phase wird die Auslandsgemeinde solange weiterwachsen, bis die Migrationsrate unter die Diasporakurve gesenkt wurde. Erst dann wird sie beginnen zu schrumpfen.
- In der vierten Phase wird die Migrationsrate nicht weiter gesenkt. Die Auslandsgemeinde schrumpft und wird von der Aufnahmegesellschaft absorbiert, was laut Collier „viele Jahrzehnte dauern kann“ (S. 151).

Für Collier ist die Prognose nicht optimal, da die Migrationsrate stark schwankt und die Auslandsgemeinde sehr groß werden kann.

### „Migranten - Klagen oder Dankbarkeit?“
Dieser Abschnitt behandelt die Migration aus Sicht der Migranten.

#### „Einwanderer - die Gewinner der Migration“
Collier sieht die Migranten als „die großen Gewinner der Migration“ (S. 156). Sie profitieren von den großen Lohnunterschieden, die aus Colliers Sicht hauptsächlich aus den großen Produktivitätsunterschieden zwischen den Ländern erwachsen. Diese Unterschiede führt er auf die unterschiedlichen Sozialmodelle zurück und betont, dass die armen Länder ihre Sozialmodelle ändern müssen, um den Abstand zur entwickelten Welt zu verringern.
Collier stellt die Frage, wer die Produktivitätsgewinne der Migranten erhalten soll. Allgemein anerkannt seien die Ansichten, dass den Arbeitern der Lohn zusteht und dass der Lohn besteuert wird. Es gibt aber auch Vorschläge zu einer Sondersteuer für Migranten. Collier schreibt, dass der Ökonom Jagdish Bhagwani schon vor langer Zeit vorgeschlagen hat, eine solche Steuer einzutreiben, um sie den Herkunftsländern zu überweisen. Obwohl das einen großen Nutzen für die Herkunftsländer hätte, sieht Collier die Idee kritisch: Die Verantwortlichen in den Herkunftsländern würden für ihr Missmanagement noch belohnt und wahrscheinlich würden die Rücküberweisungen der Migranten sinken.
Auch dafür, dass eine solche Sondersteuer den Aufnahmeländern zugutekommt, gibt es aus Colliers Sicht gute Gründe, denn „die beträchtlichen Migrationsgewinne sind [...] letztlich dem von der einheimischen Bevölkerung angesammelten öffentlichen Kapital zu verdanken“ (S. 161).
Insgesamt spricht sich Collier aber gegen eine Sondersteuer für Migranten aus, unter anderem, weil „[...] es der sicherste Weg [wäre], sie zu Bürgern zweiter Klasse zu machen und ihre Integration zu erschweren“ (S. 162).
Collier betrachtet in einem längeren Abschnitt die Migration aus der Sicht, dass sie eine finanzielle Investition ist. Er betont, dass diese Investition mit relativ hohen Kosten für die Auswanderer verbunden und sehr riskant ist und nur mit großen finanziellen Verlusten und auch oft unter Ansehensverlusten rückgängig gemacht werden kann.
Für Collier ergibt sich die eine Konsequenz, dass es nicht die Ärmsten sind, die migrieren, sondern dass „nur die Menschen in der Mitte der Einkommensskala [...] sowohl ein ausreichendes Interesse als auch die Mittel für die Auswanderung [haben]“ (S. 164).
Die andere Konsequenz sieht er darin, dass die Migranten oft junge Leute sind und die Migrationskosten von ihrem Familien aufgebracht werden: „Der Handel lautet: Wir finanzieren dir jetzt deine Auswanderung, und du wirst uns später dafür einen Teil deiner Einkünfte schicken“ (S. 165).
Außer der finanzielle Hürde stehen der Migration in der Regel Zugangsbeschränkungen im Weg. Collier sieht 3 Möglichkeiten für Einwanderer, in eine Aufnahmeland zu gelangen:
1. Sie können die Anforderungen der Aufnahmeländer erfüllen. Hauptsächlich handelt es sich um Anforderungen bezüglich der Bildung oder Ausbildung. Wie schon an anderer Stelle im Buch stellt Collier fest, dass Kanada und Australien die höchsten Anforderungen haben, gefolgt von den USA, während in Europa die niedrigsten Ansprüche gestellt werden. Collier begründet das damit, dass in Europa „[...] eine fundierte politische Debatte über das Thema fehlt“ (S. 168). Als eine Folge der Einwanderungsbeschränkungen sieht er ein erhöhtes Interesse an Bildung in den Entwicklungsländern, um die Chancen zur Auswanderung zu erhöhen.
2. Als weitere Möglichkeit nennt Collier das Erlangen der Einreiseerlaubnis mit illegalen Mitteln, sei es durch illegales Erlangen eines Einreisevisums oder dadurch, sich als Asylsuchender auszugeben, obwohl man kein Asyl benötigt.
3. Als letzte und riskanteste Möglichkeit sieht er den Versuch, die Grenzen illegal zu überwinden.

Ein für Collier sehr wichtiger Punkt ist die Möglichkeit, Angehörige nachzuholen. Collier sieht das sehr kritisch, da damit die Einwanderungsbeschränkungen umgangen werden und die Zusammensetzung der Auslandsgemeinde nicht mehr der vom Einwanderungsland gewünschten entspricht. Als mögliche Lösung und als „wichtigste ethische Alternative in diesem Buch“ (S. 175) empfiehlt er den Nachzug von Angehörigen als Gruppenrecht handzuhaben: die Gruppe der Migranten soll ihre Verwandten (nur) im gleichen prozentualen Anteil nachholen können, wie die Gruppe der Einheimischen Verwandte aus dem Ausland holt.
Weiter stellt sich Collier die Frage, wie die Migration aussehen würde, wenn es keine Einwanderungsbeschränkung gäbe. Er zitiert eine Gallup-Umfrage, bei der 40 Prozent der Einwohner armer Länder angegeben haben, dass sie in ein reicheres Land migrieren würde, wenn sie könnten. Er erwähnt die Auswanderung von türkischen Zyprioten nach Großbritannien, die ohne Einwanderungsbeschränkung ablief und zieht den Schluss, dass sich die Entwicklungsländer ohne Einwanderungsbeschränkung der reichen Länder fast entleeren würden.

#### „Einwanderer - die Verlierer der Migration“
Collier schreibt in diesem Kapitel, wieso Einwanderer auch als Verlierer der (nachfolgenden) Migration gesehen werden können. Er argumentiert damit, dass Arbeiter mit Migrationshintergrund eher untereinander als mit einheimischen Arbeitern konkurrieren und dass die Toleranz der Einheimischen bei größer werdender Auslandsgemeinde abnehmen kann.
Außerdem stellt er die Frage, ob Migranten auf lange Sicht glücklicher sind, oder ob nicht der Verlust der Heimat, die Trennung von der Familie und das Leben in einem fremden Kulturkreis schwerer wiegen als der Vorteil durch den erzielten Lohnzuwachs. Er gibt die Ergebnisse zweier Studien zu dieser Frage wieder, die Glück bzw. Wohlergehen von Migranten untersucht haben. Die Studien ergaben keine Verbesserung, aber auch keine Verschlechterung beim Wohlergehen und eine leichte Verschlechterung beim empfundenen Glück.

### „Die Zurückgebliebenen“
Dieser Teil des Buches beschäftigt sich mit den Auswirkungen der Migration auf die Herkunftsländer.

#### „Die politischen Folgen“
Collier stellt fest, dass insbesondere Angehörige von Minderheiten in einem Land zur Auswanderung neigen. Dadurch hat die Emigration einen Einfluss auf die Zusammensetzung der Bevölkerung in den Auswanderungsländern und kann damit auch von politischer Bedeutung sein. Einen größeren politischen Faktor sieht Collier aber in den Auslandsgemeinden: Zwar haben Migranten keine direkten Möglichkeiten mehr, die Situation in ihrem Land zu verbessern, andererseits können starke Auslandsgemeinden einen Einfluss auf die Herkunftsländer ausüben.
Collier stellt die Frage, ob die Migration nun eher positive oder eher negative Rückwirkungen auf die Politik der Herkunftsländer hat. Er sieht generell große Schwierigkeiten, diese Frage wissenschaftlich zu untersuchen und stellt die beiden wirtschaftswissenschaftlichen Herangehensweisen für solche Fragestellungen vor: die Makroökonomie  und die Mikroökonomie.
Collier stellt verschiedene mikroökonomische Studien vor, die versuchen, die politische und soziale Rückwirkung der Migration zu ermitteln:
- Untersuchungen unter anderem von Pedro Vicente und Catia Batista zeigen, dass sich Familien, die einen Migranten im Ausland haben, eher politisch engagieren.
- Studien unter anderem von Lisa Chauvet und Marion Mercier beschäftigen sich mit Migranten, die in ihre Heimatländer zurückkehren: Die Rückkehrer gehen öfter wählen als Nichtmigranten und sie beeinflussen auch in ihrer Nähe wohnende Menschen dahingehend, dass diese öfter wählen.
- Eine Studie von Michel Beine, Frédéric Docquier und Maurice Schiff, die belegt, dass sich bei Migranten die gewünschte Familiengröße dem Standard des Aufnahmelands anpasst und das sich diese Anpassung auch auf die Einwohner des Heimatlandes überträgt.

Collier betrachtet die Auslandsgemeinden als wertvolles Human- und Finanzkapital der Herkunftsländer, mit dem die Regierenden sorgsam umgehen sollten. Als besonders wichtig sind für ihn die Auslandsgemeinden, wenn ein Land nach einem Bürgerkrieg wieder aufgebaut werden soll. Hier sieht er insbesondere die Aufnahmeländer in der Verantwortung, eine kluge Politik zu betreiben. Er empfiehlt, während eines Bürgerkriegs mit der Aufnahme von Migranten sehr großzügig zu sein, aber noch während des Kriegs die Zeit danach zu bedenken und die Dauer des Aufenthalts der Migranten von vornherein auf die Zeit des Kriegs zu beschränken. Dadurch könnten sich die Migranten besser auf die Rückkehr vorbereiten und „wenn ihr Aufenthaltsrecht im Aufnahmeland erlischt, würde die Post-Konflikt-Gesellschaft der Herkunftslands durch ihre Rückkehr einen bedeutenden Zustrom an Fähigkeiten und Geld erhalten“ (S. 202).
Weiter beschäftigt sich Collier mit der Frage, wie sich Migration auf die Anzahl von Führungskräften in den Herkunftsländern auswirkt. Er legt dar, dass viele Führungskräfte der Entwicklungsländer früher im Ausland studierten. Er zitiert eine Studie von Anton Spilimbergo, die belegt, dass sich ein Studium im Ausland auf den späteren Einfluss und das Eintreten für Demokratie positiv auswirkt.

#### „Die wirtschaftlichen Folgen“
In diesem Kapitel beschäftigt sich Collier zuerst mit der Frage, wie groß das Problem des Braindrains in den Entwicklungsländern wirklich ist: Obwohl die Auswanderung natürlich die Zahl der Talente in einem Land verringert, gibt es aber auch einen großen Ansporn in den Entwicklungsländern, sich und seine Kinder zu bilden, um so die Migrationschancen zu erhöhen, was wiederum die Anzahl der Talente erhöht (Braingain). Außerdem können erfolgreiche Migranten auch Rollenmodelle sein, denen viele nacheifern. Allerdings wird laut Collier die erhöhte Nachfrage nach Bildung in den Entwicklungsländern oft nicht befriedigt, da die Regierungen die Ausgaben dafür angesichts des Braindrains eher kürzen.
Collier gibt die Erkenntnisse der Forschung zum Nettoeffekt wieder: „Die Schätzungen variieren von Land zu Land; es gibt Gewinner und Verlierer. Die entscheidende Entdeckung ist, dass ein anfangs großer Exodus nicht wiedergutzumachen ist“ (S. 211). Außerdem gibt es die deutliche Tendenz, dass kleine Länder eher Verlierer und größere Länder eher Gewinner sind. Collier geht auf den starken Exodus von Talenten aus Haiti ein und zählt weitere Verlierer des Braindrains auf: „Liberia, Sierra Leone, Malawi, Simbabwe, Sambia, Guinea-Bissau, Mosambik, Afghanistan und Laos“, und auch erfolgreichere Länder wie „Ghana, Uganda, Vietnam, Mauritius und Jamaika“ (S. 212). Zu den Nettogewinnern an Talenten zählt Collier „China, Indien, Brasilien, Indonesien, Bangladesch und Ägypten“ (S. 213).
Collier untersucht die Frage, ob es neben dem Braindrain auch einen „Motivationsdrain“ gibt. Wie schon im zweiten Kapitel verwendet er die Begriffe Insider und Outsider in dem Sinne, dass mit „Insider“ jemand gemeint ist, der sich mit seinem Beruf identifiziert und für den es wichtig ist, seinen Beruf gut und gewissenhaft auszuführen. Ein „Outsider“ stellt dann das Gegenteil dar.
Laut Collier herrschen in vielen armen Ländern Outsidereinstellungen in den staatlichen Sektoren vor. Als Beispiele nennt er Lehrer, die nicht immer zum Unterricht erscheinen und Krankenschwestern, die Medikamente stehlen und verkaufen.
Ein Abfluss von guten, motivierten Arbeitern durch Migration könnte die Outsidereinstellungen in den Herkunftsländern erhöhen, da unter den Zurückgebliebenen der Anteil der Outsider steigt und diese Outsider wiederum Rollenmodelle für neue Mitarbeiter liefern. Ob dies der Fall ist, ist laut Collier noch unerforscht. Er verweist aber auf eine Untersuchung zur Abwanderung gebildeter Afroamerikaner aus afroamerikanisch geprägten Innenstädten, die auf einen Motivationsdrain hindeutet.
Einen längeren Abschnitt widmet Collier den Rücküberweisungen der Migranten in ihre Heimatländer. Er stellt fest, dass der prozentuale Anteil des Einkommens, den die Migranten in die Heimat überweisen höchst unterschiedlich ausfällt: von 2 % (Türken in Deutschland) bis zu 50 % (Senegalesen in Spanien).
Collier beziffert die Gesamtsumme der weltweiten Rücküberweisungen für das Jahr 2012 mit 400 Mrd. Dollar, was dem 4-fachen der weltweiten Hilfsgelder und in etwa der gleichen Summe der ausländischen Direktinvestitionen entspräche. Collier relativiert diese Zahlen etwas: jeweils rund 50 Mrd. Dollar fließen nach China und Indien, doch „Auch für China sind 50 Milliarden Dollar nicht gerade Peanuts, aber sie spielen dennoch keine ausschlaggebende Rolle“ (S. 220).
Collier empfiehlt als geeignetes Maß, um die Bedeutung der Rücküberweisungen besser bewerten zu können, den prozentualen Anteil der Rücküberweisungen an den Haushaltseinkommen in den Heimatländern. Laut Collier beträgt dieser Anteil weltweit 6 Prozent. Collier differenziert diesen durchschnittlichen Wert weiter und betrachtet beispielhaft ein armes Land mit großem Braindrain (Haiti, 15 Prozent) und größere arme Länder mit hohem Rücküberweisungsanteil (Bangladesch und Philippinen, jeweils 12 Prozent). Afrika profitiert laut Collier am geringsten von den Rücküberweisungen, am besten schneidet diesbezüglich der Senegal ab (9 Prozent).
Collier vergleicht die Entwicklungshilfe mit den Rücküberweisungen aus Sicht der Geldgeber. In beiden Fällen sieht er den Wunsch, dass die Gelder sinnvoll eingesetzt werden, was schwer zu kontrollieren bzw. durchzusetzen ist. Collier stellt sich die Frage, welche Wirkung Entwicklungshilfe und Rücküberweisungen haben. Zur Entwicklungshilfe verweist Collier auf eine Studie von Michael Clemens u. a., „die auf recht überzeugende Weise zu dem Schluss kommt, dass sie einen bescheidenen wachstumsfördernden Nettoeffekt hat“ (S. 222).
Für die Rücküberweisungen verweist er auf Studien, die einen starken Versicherungseffekt der Rücküberweisungen belegen: wenn Familien in der Herkunftsländern dringend Geld benötigen, z. B. nach einer Wetterkatastrophe, steigen die Rücküberweisungen an, um später wieder abzusinken.
Collier stellt sich die Frage, ob Auswanderung positive Effekte für die Entwicklungsländer hat, wenn dadurch der Überbevölkerungsdruck sinkt.
Dan Brown, ein Student von Collier, hat für Jamaika geschätzt, dass Löhne für Facharbeiter einer bestimmten Altersgruppe um 4 % steigen, wenn 10 % dieser Gruppe auswandert.
Collier schätzt diesen Zugewinn als bescheiden ein und gibt zu bedenken, dass er nur für Facharbeiter zu erreichen ist. Er weist auch darauf hin, dass Facharbeiter die Produktivität von Ungelernten steigern. Wenn nun Facharbeiter migrieren, sinkt in den Auswanderungsländern die Produktivität und damit das Lohnniveau der ungelernten Mitarbeitern, während es in den Aufnahmeländern steigt. Collier schreibt dazu: „Gute Feen aus armen in reiche Gesellschaften umzusiedeln, mag für die Feen und die Menschen, denen sie in den reichen Gesellschaften helfen, vorteilhaft sein - aber es als Triumph sozialer Gerechtigkeit zu präsentieren, wäre übertrieben“ (S. 227).
Als historisches Beispiel dafür, dass die durch Auswanderung zurückgehende Überbevölkerung keine positiven Auswirkungen auf den Wohlstand der Zurückgebliebenen hat, führt Collier den 100 Jahre andauernden Massenexodus aus Irland nach der verheerenden Kartoffelfäule 1845 an. Während der Zeit der Abwanderung blieb Irland im europäischen Vergleich sehr arm.
Viel sinnvoller als die Abwanderung in entwickeltere Länder hält Collier die Migration vom Land in die Städte innerhalb des eigenen Landes. Er verweist auf eine Studie von Kathleen Beegle, Joachim De Weerdt und Stefan Dercon.

#### „In der Heimat geblieben - und abgehängt?“
Collier versucht in diesem Abschnitt die Auswirkungen der Migration auf die Zurückgebliebenen zu bewerten. Die ökonomischen Auswirkungen werden aus seiner Sicht von den Komplexen Braingain/Braindrain und Rücküberweisungen dominiert. Collier hält den ökonomischen Gesamteffekt für die meisten Herkunftsländer für positiv, legt aber viel Wert auf die Frage, wie sich die ökonomischen Verhältnisse weiterentwickeln. Er schreibt: „Wir können daher getrost festhalten, dass die Migration für die Zurückgebliebenen gut ist. Tatsächlich ist es aber eine Antwort auf die falsche Frage. Relevant ist nicht, ob Migration den Herkunftsländern nutzt oder schadet, sondern, ob deren Zunahme dies tun wird.“ (S. 231).
Um die Frage zu klären, betrachtet Collier den Gesamteffekt und den Marginaleffekt für die Komplexe Braingain/Braindrain und Rücküberweisungen. Er legt dar, dass es aus Sicht der Herkunftsländer für beide Komplexe Optima für die Migrationsrate gibt, die teilweise schon deutlich überschritten wurden. Er zieht den Schluss, „... dass die Migration den Zurückgebliebenen zwar hilft, es aber noch mehr täte, wenn ihr Umfang geringer wäre“ (S. 234).
Collier erläutert nochmal, warum die Migration innerhalb einer Nation von ländlichen Gebieten in die Städte sehr nützlich sein kann und erwähnt als positives Beispiel die Türkei.
Als weiteren wichtigen Aspekt der Migration im Hinblick auf die Herkunftsländer sieht Collier die Verbreitung von Ideen, wobei er dabei insbesondere an die positiven Sozialmodelle denkt. Er sieht dafür aber nicht die Notwendigkeit einer dauerhaften Auslandsgemeinde. Im Gegenteil, er hält den Ideentransfer durch temporäre studentische Migranten und durch Informationen aus dem Internet für effektiver, weil es der Bevölkerung vor Ort leichter fällt, gute Ideen an vorhandene Gegebenheiten anzupassen.

### „Eine neue Einwanderungspolitik“

#### „Nationen und Nationalismus“
Collier erläutert die zwei verschiedenen Perspektiven auf den Menschen: ihn als Individuum oder als Teil einer Gemeinschaft zu sehen. Er führt Argumente aus der Wissenschaft auf, die nahelegen, den Menschen eher als Mitglied einer Gemeinschaft zu begreifen.
Er diskutiert, welche Ebene der Gemeinschaft „die wichtigste Rolle [spielt]: Familie, Clan, Kommune, ethnische Gruppe, Religion, Nation oder die Welt“ (S. 248) und kommt zum Schluss, dass die Nation die stärkste Umverteilungseinheit ist.
Collier hebt die Wichtigkeit eines nationalen Identitätsgefühls hervor und grenzt es vom Nationalismus ab.

#### „Eine den Aufgaben gewachsene Einwanderungspolitik“
Collier fasst in diesem Kapitel die Kernaussagen des Buches zusammen und gibt Handlungsempfehlungen für die Politik.
Er sieht die Aufnahmeländer im Recht und auch in der Pflicht, die Migration zu steuern, da die Migration ohne Beschränkungen zunehmen wird und dann Nachteile sowohl für die Aufnahmeländer als auch die Herkunftsländer haben wird bzw. für einige Herkunftsländer schon hat.

##### „Obergrenzen“
Er plädiert für die Einführung von Obergrenzen für die Aufnahme von Einwanderern, die die Größen der Auslandsgemeinden, die Absorptionsraten und die Braindrain/Braingain-Effekte in den Herkunftsländern berücksichtigen. Die optimalen bzw. unproblematischen Größen der Auslandsgemeinden und auch die Absorptionsraten sind nicht bekannt, weil seiner Meinung nach darüber wenig diskutiert und geforscht wird. Trotzdem sollten diese Werte, die am Anfang geschätzt und später ermittelt werden sollen, die Grundlage für die Festlegung der höchsten Migrationsrate und damit einer Obergrenze für die Zuwanderung sein.

##### „Auswahl“
Die nächste wichtige Aufgabe ist für Collier die Auswahl der Migranten. Dabei spricht er sich für eine strikte Begrenzung des Nachzugs von Verwandten aus, da das die anderen Auswahlkriterien aushebeln und außerdem die Rate der Rücküberweisungen sinken lassen würde. Er schlägt vor, dass Migranten nur in dem Maße Verwandte nachholen dürfen, wie Einheimische von diesem Recht Gebrauch machen. Um dies zu erreichen, empfiehlt er ein Lotteriesystem.
Als wichtigste Kriterien bei der Auswahl sieht Collier:
- die Qualifikation, also die Bildung der Migranten,
- die Arbeitsmarktfähigkeit, die idealerweise durch eine Anstellung in einem Unternehmen im Aufnahmeland nachgewiesen wird,
- die kulturelle Nähe zum Aufnahmeland und
- die Schutzbedürftigkeit, wobei er Wert auf ein zeitlich befristetes Aufenthaltsrecht legt, das erlischt, sobald der Ayslgrund entfällt.

##### „Integration“
Collier empfiehlt verstärkte Bemühungen zur Integration, um die Absorptionsrate der Auslandsgemeinden zu erhöhen. Konkret spricht er sich aus für:
- die Verfolgung von Rassismus und Diskriminierung,
- die geografische Verteilung der Migranten,
- eine Obergrenze für den Anteil von Einwandererkindern in Schulklassen,
- eine Pflicht zum Erlernen der Sprache des Aufnahmelandes und ausreichend staatliche Mittel dafür und
- eine Betonung der „Symbole und Zeremonien einer gemeinsamen Staatsbürgerschaft“ (S. 279).

##### „Die Legalisierung illegaler Einwanderung“
Collier spricht sich dafür aus, dass illegale Einwanderer einen legalen Status bekommen können. Damit dadurch die illegale Einwanderung nicht zunimmt, sollen Grenzkontrollen beibehalten und verstärkt werden. Außerdem ist der legale Status mit Einschränkungen verbunden: der Status soll der eines Gastarbeiters sein, der Steuern zahlt, aber kein Recht auf soziale Vergünstigungen hat. Es soll möglich sein, den Gastarbeiterstatus durch ein Losverfahren verlassen zu können, wobei aber die Zahl dieser Lose die Migrationsobergrenze entsprechend verringert.
Collier schlägt vor, illegale Einwanderer ohne Einspruchsmöglichkeit auszuweisen, wenn diese sich nicht amtlich melden und entdeckt werden.

## Rezeption
- Eintrag bei perlentaucher.de
- Rezension in der Annotierten Bibliografie der Politikwissenschaft